# Rue Crébillon (Paris)
Pour les articles homonymes, voir Rue Crébillon.
La rue Crébillon est une voie située dans le quartier de l'Odéon dans le 6e arrondissement de Paris.

## Situation et accès
La rue Crébillon est accessible par les lignes 4 et 10 à la station Odéon.

## Origine du nom
Elle porte le nom de l'auteur dramatique Prosper Jolyot de Crébillon (1674-1762) en raison de sa proximité avec le théâtre de l'Odéon.

## Historique
Cette rue a été ouverte sur remplacement de l'hôtel de Condé, en vertu des lettres patentes du 10 août 1779, registrées au Parlement de Paris le 7 septembre suivant. Elle fut exécutée sur une largeur de 30 pieds.

## Bâtiments remarquables et lieux de mémoire
- La rue débouche sur la place de l'Odéon et le théâtre de l'Odéon.
- Au no 2 se trouvent les Éditions Bartillat. L'architecte Jean-Louis Victor Grisart y vécut.
- Aux nos 7 et 8 se trouvent deux immeubles inscrits en 1946 aux monuments historiques[2],[3].
- Au numéro 4, ont vécu Louis Malle et Juliette Gréco.